# TVP2
Program Drugi Telewizji Polskiej (TVP2, potocznie Dwójka) – drugi kanał Telewizji Polskiej, polska publiczna stacja telewizyjna, która nadawanie rozpoczęła 2 października 1970 roku.
Program Drugi nadawany jest w ramach niekodowanego (bezpłatnego w odbiorze) ogólnopolskiego trzeciego multipleksu naziemnej telewizji cyfrowej (MUX 3). Dostępny jest również we wszystkich sieciach kablowych i na satelitarnych platformach cyfrowych w związku z tzw. zasadą must carry, czyli zapisanym w ustawie o radiofonii i telewizji obowiązkiem oferowania przez każdego operatora telewizyjnego siedmiu kanałów telewizyjnych (TVP1, TVP2 i TVP3 oraz cztery kanały komercyjne – TVN, Polsat, TV4 i TV Puls). TVP2 można oglądać za darmo także w Internecie za pośrednictwem takich serwisów jak TVP VOD i TVP GO.

## Historia

### Początki
Program Drugi przechodził przez lata wiele transformacji. 2 października 1970 roku, kiedy rozpoczęto emisję programu drugiego Telewizji Polskiej, prezes Radiokomitetu Włodzimierz Sokorski podczas uroczystej mowy oświadczył, że uruchomienie nowego programu jest wyrazem „troski o edukację i kulturę narodu”. Dwójka początkowo była programem edukacyjnym, która nadawała głównie audycje naukowo-oświatowe, z nauką języków obcych włącznie; dlatego w Dwójce nadawano też zagraniczne filmy w wersji oryginalnej w cyklach takich jak np. Kino wersji oryginalnej czy nieco późniejsze Kino poliglotów. W zamierzeniu miała ona upowszechniać także osiągnięcia teatru, filmu i dobrej rozrywki.
Dwójka nadawała też bloki programowe poświęcone krajom „demokracji ludowej” typu Dzień Czechosłowacji w TP, Dzień Jugosławii w TVP, gdzie nadawano filmy dokumentalne i fabularne oraz programy rozrywkowe pochodzące z tych państw, ale były prezentowane również niektóre państwa zachodnie (np. Dzień francuski w TVP, Dzień austriacki w TVP). W programie nadawane były także w tamtym okresie bloki powtórkowe Studio Bis oraz Spotkajmy się raz jeszcze.
W święta Bożego Narodzenia, w Wielkanoc oraz w sylwestra i Nowy Rok Dwójka przygotowywała specjalne bloki filmowe np. Klasycy literatury na ekranie, Adaptacje filmowe literatury światowej, Sylwestrowy cocktail, Noworoczny relaks, a także inne bloki poświęcone twórczości jednego artysty tak jak np. Dzień autorski... Przez całe lata siedemdziesiąte program ten nie miał odrębnego oblicza od Jedynki. Zapowiadali w nim ci sami spikerzy, niemal identyczna była stara oprawa programu.

### Nowe oblicze Dwójki po stanie wojennym
Po ostatecznym zniesieniu stanu wojennego w 1983 roku i powrocie do stałego nadawania, zaczęto realizować koncepcję Dwójki jako kanału o własnym, wyraźniejszym obliczu, mogącego stanowić istotne urozmaicenie oferty programowej. Na początek postawiono głównie na serie dokumentalne mówiące o wybitnych artystach w szczególności o pisarzach (cykl Wielcy pisarze), seriale podróżnicze oraz cykle poświęcone arcydziełom kinematografii, zarówno ujęte w cykle autorskie (np. filmy Woody’ego Allena, Ingmara Bergmana), jak i w cykle tematyczne (np. Kino Ameryki Łacińskiej).
Kiedy dyrektorem Dwójki został Zbigniew Napierała na antenie pojawiło się więcej programów o muzyce poważnej, która zajmowała wtedy aż 11% czasu antenowego. Dwójka zyskała nową „twarz”, kiedy dyrektorem został Józef Węgrzyn, który postanowił wprowadzić więcej programów rozrywkowych i publicystycznych (jego pomysłem była m.in. Panorama dnia), oryginalne studio spikerskie i zupełnie nowy zespół spikerów – prezenterów. W tym czasie debiutowały w Dwójce m.in. Iwona Kubicz, Jolanta Fajkowska czy Grażyna Torbicka. Nadawano coraz więcej ciekawych programów, a filmy prezentowane były zawsze tak, aby ich czas emisji nie pokrywał się z filmami w Jedynce.

### Dwójka po 1989 roku
Współcześnie Dwójka jest kanałem telewizyjnym o bardzo różnorodnym programie, jednak mimo programowej różnorodności w ostatnich latach w Dwójce dominowała rozrywka, ale w ramówce pojawiają się także różne programy kulturalne. Wiosną 2016 roku, za kadencji Macieja Chmiela, do ramówki Dwójki trafiły na krótko nowe programy kulturalne – Śniadanie na trawie i edukacyjne – Dzika muzyka, a także program czerpiący z tradycji kabaretu literackiego – Komediowa Scena Dwójki. W marcu 2016 roku TVP2 wyemitowała premierowe odcinki Sondy 2 – programu popularnonaukowego, stanowiącego kontynuację kultowej serii telewizyjnej z lat 70. Gospodarzem Sondy 2 był dr Tomasz Rożek. Program został przeniesiony do TVP1 jesienią 2017 roku, gdzie był nadawany do 2018 roku.

### Kalendarium
- 2 października 1970 o godz. 18:55[8] – rozpoczęto emisję II programu Telewizji Polskiej. Dwójka rozpoczęła nadawanie inauguracyjnym przemówieniem prezesa Radiokomitetu Włodzimierza Sokorskiego, który oświadczył, że rusza Program II jako wyraz „troski o edukację i kulturę narodu”. Zaraz po uroczystej mowie prezesa wyemitowano Felieton z przyszłości z głównym udziałem Stanisława Lema. Dwójka miała być programem edukacyjnym początkowo nadawanym pięć dni w tygodniu. Obok przewagi audycji naukowo-oświatowych, z nauką języków obcych włącznie. Miała ona upowszechniać osiągnięcia teatru, filmu i dobrej rozrywki. Początkowo Dwójkę, którą mogli oglądać widzowie Warszawy, Łodzi, Katowic i Krakowa, nadawano tylko przez 5 dni w tygodniu w godzinach 18.00-22.30[8][9][10].
- 18 marca 1971 – po kilku latach doświadczalnych programów, zaczęto nadawać raz w tygodniu (w każdy czwartek) półgodzinne programy kolorowe[10].
- 22 lipca 1971 – wyemitowano pierwszy spektakl teatralny w kolorze. Była to adaptacja utworu Czechowa O szkodliwości palenia tytoniu, w reżyserii Jerzego Antczaka[10].
- 6 grudnia 1971 – początek codziennych transmisji w kolorze z obrad zjazdu PZPR[10].
- 1973 – Dwójka rozpoczęła emisję Galerii 33 milionów, cyklu o współczesnej plastyce, którego autorem, realizatorem i prowadzącym był Franciszek Kuduk. Kolejne wydania prezentowały sylwetki i twórczość najciekawszych polskich artystów, m.in. Stefana Gierowskiego, Czesława Rzepińskiego, Edwarda Dwurnika, Zdzisława Beksińskiego, Władysława Hasiora, Mieczysława Wejmana i wielu innych. Każde wydanie poświęcone było jednemu twórcy, cykl realizowano w pracowniach artystów, co sprzyjało bezpośrednim rozmowom i prezentacji dzieł sztuki. Galeria 33 milionów cieszyła się dużym uznaniem zarówno widzów, jak i krytyków, i miała duży udział w podnoszeniu ogólnego poziomu kultury plastycznej społeczeństwa polskiego. Program ukazywał się z przerwami przez 20 lat, w ostatnim okresie pod nazwą Galeria 38 milionów[10].
- 4 lutego 1974 – Program Drugi zaczął być nadawany codziennie[10].
- 30 listopada 1974 – ruszyło legendarne Studio 2, którego pomysłodawcą był Mariusz Walter. Był to program rozrywkowy z udziałem gwiazd, realizowany w koncepcji show. Niemal natychmiast został przeniesiony do TVP1. Dopiero po zakończeniu dekady Edwarda Gierka i tym samym złotych czasów telewizji, Studio 2 – już znacznie skromniejsze w treści i formie – powróciło do Dwójki jako blok nieco bardziej atrakcyjnych niż na co dzień programów weekendowych[3].
- 13 grudnia 1981 – zawieszenie emisji Dwójki w związku z wprowadzeniem stanu wojennego[10].
- 8 lutego 1982 – wznowiono emisję Dwójki. Oprócz programu lokalnego i Dziennika Telewizyjnego widzowie Dwójki mogli obejrzeć jeszcze W starym kinie[25].
- luty 1982 – ludzie głusi i niedosłyszący mogli odbierać główne wydanie Dziennika Telewizyjnego. Dziennik z udziałem tłumacza migowego nadawany był w II Programie TVP w soboty i niedziele. Do roku 1987, w którym zaprzestano retransmisji Dziennika przez Dwójkę, nadano łącznie ponad 500 wydań dla głuchych[10].
- 1 lipca 1983[26][27] – 23 grudnia 1983[28][29] – kolejne zawieszenie nadawania, z czego do 30 września we wszystkie dni, a od 1 października emisja programu była tylko w soboty i w niedziele[30].
- 1985 – premiera Ekspresu reporterów pod redakcją Blanki Danilewicz[10]
- 15 października 1986 – pierwsze wydanie Magazynu Kryminalnego 997 prowadzonego przez Michała Fajbusiewicza[31].
- 30 marca 1987 o godz. 21:30 – pierwsze wydanie codziennego programu informacyjnego Dwójki Panoramy dnia[10].
- 9 sierpnia 1987 – pierwsze wydanie Ojczyzny polszczyzny przygotowanej i prowadzonej przez prof. Jana Miodka (do 2007 roku)[10].
- 1988 – premiera programu Bliżej świata, czyli 85-minutowego magazynu ukazującego przegląd najciekawszych wydarzeń tygodnia, ilustrowany materiałami filmowymi, wybranymi z przekazów satelitarnych, gdzie w roli komentatorów występowali korespondenci zagraniczni, przebywający w Polsce (do 1991 roku)[10].
- 1988-1994 – emisja programu satyrycznego Za chwilę dalszy ciąg programu Wojciecha Manna i Krzysztofa Materny.
- 1988-1992 – emisja talk-show 100 pytań do... (od 1992 do 1995 roku w Jedynce)[32].
- 30 grudnia 1988 – premiera pierwszej polskiej telenoweli W labiryncie[33], która była emitowana do 1990 roku.
- 26 października 1989 – premiera programu Perły z lamusa, którego formuła polegała na emisji filmu poprzedzonej krótką rozmową Zygmunta Kałużyńskiego i Tomasza Raczka (do 1999 roku)[34].
- 2 września 1991 – pierwsze wydanie Panoramy[35][36].
- 20 kwietnia 1992 – emisja pierwszego odcinka talk-show Bezludna wyspa Niny Terentiew, który był emitowany do 2006 roku[37].
- 2 października 1992 – premiera teleturnieju Koło Fortuny (emitowany w latach 1992–1998, 2007-2009 i od 2017 roku)[38].
- 1993 – początek regularnej emisji logo na ekranie
- 14 listopada 1993 – pierwsze wydanie talent show Szansa na sukces (emitowany do 2012 roku i ponownie od 2019 roku)
- 1994-2016 – emisja programu Grażyny Torbickiej poświęconego sztuce filmowej Kocham kino[39]
- 1 stycznia 1994 – Dwójka przeszła z systemu nadawania kolorów SECAM na PAL[40].
- 3 czerwca 1994 – premiera teleturnieju Jeden z dziesięciu prowadzonego przez Tadeusza Sznuka (od 2018 do 2024 roku w TVP1)[41].
- 17 września 1994 – premiera teleturnieju Familiada prowadzonego przez Karola Strasburgera.
- 11 marca 1995 – premiera programu satyrycznego KOC – Komiczny Odcinek Cykliczny autorstwa Grzegorza Wasowskiego i Sławomira Szczęśniaka. Program był emitowany do 2000 roku[42].
- styczeń 1997 – wraz z TVP1 zaczyna nadawać dźwięk stereo w systemie NICAM[43][44].
- 15 czerwca 1997 – uruchomienie osobnej Telegazety TVP2 (dotychczas Jedynka i Dwójka nadawały tę samą wersję teletekstu)[45].
- 26 grudnia 1997 – premiera pierwszego odcinka telenoweli Złotopolscy emitowanej do 2010 roku[46].
- 12 września 1998 – premiera pierwszego odcinka programu kulinarnego Roberta Makłowicza nadawanego do 2017 roku pod wieloma tytułami, a ostatnim z nich był Makłowicz w podróży.
- 6 października 1999 – pierwsze wydanie Magazynu Ekspresu Reporterów (od 2019 roku w TVP1)
- 7 listopada 1999 – premiera pierwszego odcinka telenoweli Na dobre i na złe[47].
- 23 stycznia 2000 – premiera pierwszego odcinka sitcomu Święta wojna emitowanego do 2008 roku[48].
- 20 kwietnia 2000 – zmiana logo Dwójki – w miejscu „grubej” białej cyfry 2 pojawiła się narysowana od nowa „odchudzona” i lekko pochyła cyfra 2.
- 4 listopada 2000 – premiera pierwszego odcinka telenoweli M jak miłość[49]
- 2 września 2002 – pierwsze wydanie magazynu porannego Pytanie na śniadanie
- 7 marca 2003 – zmiana logo i oprawy graficznej, tak jak w pozostałych programach Telewizji Polskiej (do dotychczasowej cyfry 2 dodano nowe logo TVP na pomarańczowym tle)[50].
- 12 października 2003 – premiera Tygodnik Moralnego Niepokoju emitowanego do 2006 roku.
- 15 grudnia 2005 – emisja pierwszego odcinka serialu kryminalnego Pitbull emitowanego do 2008 roku[51]
- 2 września 2006 – ostatnie wydanie teleturnieju Wielka gra
- styczeń 2007 – zdjęto z anteny Studio Teatralne Dwójki prezentujące głównie polską dramaturgię współczesną[52]. W 2014 roku zostało na krótko przywrócone, ponieważ na początku 2017 roku zostało ponownie zdjęte z anteny[53][54].
- 27 września 2007 – premiera pierwszego odcinka telenoweli Barwy szczęścia[55].
- 7 września 2008 – premiera pierwszego odcinka serialu historyczno-wojennego Czas honoru emitowanego do 2013 roku[56].
- 26 września 2009 – premiera Kabaretowego Klubu Dwójki emitowanego do 2012 roku[57].
- 18 listopada 2009 – testowe nadawanie programu w formacie panoramicznym 16:9[58].
- 27 października 2010 – regularna emisja TVP1 i TVP2 w jakości SD w trzecim multipleksie naziemnej telewizji cyfrowej[59].
- 30 grudnia 2010 o godz. 16:00 – Dwójka ostatni raz retransmitowała programy lokalne produkowane przez ośrodki regionalne Telewizji Polskiej[60].
- 14 lutego 2011 – Panorama nadaje regularnie w formacie panoramicznym 16:9[61].
- 2 marca 2011 – premiera serialu komediowego Rodzinka.pl emitowanego do 2020 roku[62].
- 5 marca 2011 – premiera teleturnieju Postaw na milion prowadzonego przez Łukasza Nowickiego[63].
- 3 września 2011 – pierwsza edycja talent show The Voice of Poland[64]
- 14 grudnia 2011 – regularna emisja TVP1 i TVP2 w jakości SD w pierwszym multipleksie naziemnej telewizji cyfrowej[65].
- 31 maja 2012 – rozpoczęcie regularnej, oficjalnej emisji TVP2 w standardzie HD pod nazwą TVP2 HD[66][67]
- 1 marca 2013 – premiera programu kabaretowego nadawanego na żywo Dzięki Bogu już weekend nadawanego z przerwami do 2016 roku[68].
- 12 lutego 2014 – emisja pierwszego odcinka serialu Na sygnale (w latach 2021-2022 w TVP1[69])[70].
- 15 marca 2014 – TVP2 w wersji SD ustąpił miejsca Stopklatce TV w MUX1[71].
- 5 września 2014 – emisja pierwszego odcinka serialu komediowego O mnie się nie martw nadawanego do 2021 roku[72].
- 7 kwietnia 2017 – TVP2 w wersji SD przestał być nadawany na satelicie Hot Bird (13⁰ E)[73][74].
- 3 września 2021 – 28 sierpnia 2023[75] – zmiana logo i oprawy graficznej. Mimo tego pozostało dotychczasowe logo ekranowe, również na stronie internetowej[76].
- 14 lutego 2022 – TVP2 można oglądać bezpłatnie dzięki aplikacji TVP GO dostępnej na systemach iOS i Android[77].
- 25 lipca 2022 – 18 listopada 2022 – w tym okresie Dwójka była dostępna na testowym multipleksie TVP w standardzie DVB-T2/HEVC[78][79].
- 1 czerwca 2023 – TVP2 można oglądać bezpłatnie w serwisie internetowym i aplikacji TVP VOD[80][81].
- 20 grudnia 2023 – 10 stycznia 2024 – zawieszenie nadawania Panoramy w związku ze zmianami we władzach TVP podjętymi przez ministra kultury i dziedzictwa narodowego Bartłomieja Sienkiewicza[82][83].
- 1 września 2024 – ostatnie wydanie Panoramy w TVP2[84].

## Programy emitowane w TVP2
TVP2 obecnie prezentuje m.in.: programy rozrywkowe, teleturnieje, filmy i seriale, koncerty, transmisje z uroczystości państwowych, programy religijne, cykle dokumentalne. Nie brakuje też pozycji emitowanych z teletekstem dla niesłyszących.

### Programy własne (stan na jesień 2024)
Programy publicystyczne
- Magazyn Ekspresu Reporterów (od 1999 roku)[b]
- Pożyteczni.pl (od 2011 roku)[86]
- Anna Dymna – spotkajmy się (od 2003 roku)[87]
- No, wiadomo (od 2024 roku) – program polityczny, którego autorami są młodzi, popularni twórcy internetowi[88].

Programy lifestylowe
- Pytanie na śniadanie (od 2002 roku)
- Mamaland (od 2024 roku) – talk-show Pauliny Drażby[89]

Telenowele
- Na dobre i na złe (od 1999 roku)
- M jak miłość (od 2000 roku)
- Barwy szczęścia (od 2007 roku)

Seriale
- Na sygnale (od 2014 roku[69])
- Krucjata II (od 2024 roku)[90]

Programy rozrywkowe i widowiska
- The Voice of Poland (od 2011 roku)
- Szansa na sukces (1993-2012, od 2019 roku)
- To jest grane (od 2024 roku) – program muzyczny Marka Sierockiego[91].
- Muzyka na dobry wieczór (od 2024 roku)[92]
- Cudowne lata (od 2024 roku)[90]

Teleturnieje
- Familiada (od 1994 roku)
- Jeden z dziesięciu (od 1994 roku[c])
- Postaw na milion (od 2011 roku)
- Va banque (1996-2003, od 2020 roku)
- Koło fortuny (1992-1998, 2007-2009 i od 2017 roku)
- Tak to leciało! (2008-2012, od 2022 roku)[93]

Programy religijne
- Słowo na niedzielę (od 2004 roku)

Programy kulturalne
- Art noc
- Dobry tytuł (od 2024 roku) – program czytelniczo-publicystyczny, prowadzą Agata Passent i Szymon Kloska[94]
- Jak to się mówi, czyli Kasia u Bralczyka (od 2024 roku)[95]
- W poszukiwaniu dobrego filmu (od 2024 roku) – magazyn filmowy, który prowadzą Katarzyna Borowiecka i Igor Kierkosz[96]

Pasma filmowe
- Kino bez granic
- Kino relaks

### Organizacja imprez masowych
Stacja pokazuje także koncerty. Wśród nich są: Sylwester Marzeń, Festiwal Muzyki Tanecznej w Kielcach, Wakacyjna Trasa Dwójki czy koncert noworoczny z Wiednia.

### Transmisje sportowe
- mistrzostwa świata i Europy w lekkiej atletyce
- relacje z igrzysk olimpijskich
- piłkarskie mistrzostwa Świata i Europy
- mecze polskich drużyn w piłkarskiej Lidze Europy

Opracowano na podstawie materiału źródłowego

## Logo
Pierwsze cztery oznaczenia nie były używane stale w trakcie programu. Używano ich tylko podczas pauz, identów i programów dnia. Dopiero pod koniec 1991 roku stacja rozpoczęła testowe nadawanie programu z logiem na wizji (wówczas piątym). W czasie testów zmieniano jego wielkość i położenie na ekranie. Regularną emisję programu z logiem na wizji (wówczas szóstym) w prawym górnym rogu ekranu stacja zaczęła w połowie (prawdopodobnie w czerwcu) 1993 roku. Ponadto logo było też w lewym górnym rogu ekranu, jak przez pewien czas podczas trwania teleturnieju Wielka gra, gdzie po prawej stronie ekranu wyświetlany był zegar odmierzający czas na odpowiedź gracza oraz podczas transmisji meczów sportowych (gdzie po prawej stronie był wynik meczu). Pierwotnie logo nie było emitowane także w czasie trwania programów informacyjnych.
| Okres wykorzystywania                                 | Opis | Ilustracja |
| ----------------------------------------------------- | --- | ---------- |
| 2 października 1970 – ok. 1975                        | Czarny napis TVP oraz duża kreskowana cyfra 2 na białym tle. |            |
| ok. 1975–1976                                         | Na beżowym tle czerwony napis TELEWIZJA POLSKA znajdujący się na górze, na dole wielka czerwona cyfra 2 przy której po lewej stronie napisany na ukos czerwony napis PROGRAM. |            |
| ok. 1976–1985                                         | Charakterystyczne logo TP (Telewizji Polskiej) – litery T i P były połączone w naturalny sposób w biało-czerwonym kolorze na czarnym tle z białymi napisami (górny: Telewizja Polska; dolny: Program 2). Zaprojektowane zostało przez Romana Duszka. |            |
| ok. 1982–1985                                         | Na czarnym tle pomarańczowe linie, w środku przykrzywiona cyfra „2” i po prawej napis PROGRAM. W czasie wydarzeń zamiast napisu PROGRAM był tytuł trwającego wydarzenia (np.: Sylwester w Dwójce). |            |
| ok. 1985–1992                                         | Stylizowana cyfra „2” składająca się z trzech części. |            |
| 1 marca 1992 – 19 kwietnia 2000                       | „Gruba” cyfra „2”. Początkowo logo wyświetlane na ekranie było półprzezroczyste, później stało się białe. Zmieniały się także wielkość oraz położenie. |            |
| 20 kwietnia 2000 – 6 marca 2003                       | Chudsza niż przedtem, pochyła cyfra 2. Była wyświetlana na ekranie w trakcie emisji do 6 marca 2003 roku, lecz w takim kształcie występowała w identach, dżinglach reklamowych, pauzach i programach dnia aż do maja 2007 roku. |            |
| od 7 marca 2003                                       | Logo TVP i niepochyła cyfra „2” na pomarańczowym tle. Występowało również w odwrotnej wersji kolorystycznej, a najczęściej można je było zauważyć w programach dnia dla prasy, przy patronatach medialnych oraz w oprawie graficznej od 28 sierpnia 2023. Od 3 września 2021 roku do ok. 5:00 dnia 28 sierpnia 2023 roku logo nie było obecne w oprawie graficznej, ale również w tym czasie służyło jako ekranowe oraz wykorzystywano je na stronach internetowych. |            |
| 3 września 2021 – 28 sierpnia 2023 (tylko w identach) | Logo stacji zostało ograniczone do białego napisu TVP2 na pomarańczowym tle. Wprowadzenie nowego logotypu nie wiązało się jednak ze zmianą logotypu widocznego w prawym górnym rogu w trakcie nadawania audycji czy identyfikacji na stronach internetowych, a jedynie w oprawie graficznej materiałów autopromocyjnych, identów i każdej z form reklamy. |            |

### Okolicznościowe logotypy ekranowe
| Okoliczność              | Opis                                                                                          | Ilustracja |
| ------------------------ | --------------------------------------------------------------------------------------------- | ---------- |
| Podczas żałoby narodowej | Logo zmienia kolor na czarny.                                                                 |            |
| Podczas Sylwestra Marzeń | Cyfra 2 w logotypie stacji jest kolorowa i przybiera barwy zgodne z oprawą graficzną imprezy. |            |

## Dyrektorzy
W latach 1983–2018 Telewizyjna Dwójka była samodzielną jednostką w strukturach Telewizji Polskiej, którą zarządzał dyrektor, który od 1983 roku był powoływany przez prezesa Radiokomitetu, a od 1994 roku do dziś jest przez zarząd spółki TVP SA. Ten stan rzeczy zmienił się w marcu 2018 roku w ramach rozpoczętej reorganizacji struktur TVP SA, co spowodowało likwidację dyrekcji poszczególnych anten Telewizji Polskiej, w tym TVP2, natomiast w ich miejsce powołano Biuro Programowe, które odpowiada za ramówkę i budżet wszystkich anten telewizji publicznej. Pierwszą dyrektorką programową została Agnieszka Dejneka, która pełniła funkcję od kwietnia 2018 roku do września 2021 roku.
| okres pełnienia funkcji                                                 | okres pełnienia funkcji                                 | imię i nazwisko                                         |
| od                                                                      | do                                                      | imię i nazwisko                                         |
| Dyrektorzy TVP2 jako samodzielnej jednostki (1983-2018)                 | Dyrektorzy TVP2 jako samodzielnej jednostki (1983-2018) | Dyrektorzy TVP2 jako samodzielnej jednostki (1983-2018) |
| ----------------------------------------------------------------------- | ------------------------------------------------------- | ------------------------------------------------------- |
| 1983                                                                    | 1985                                                    | Anna Rosel-Kicińska                                     |
| 1985                                                                    | 1988                                                    | Zbigniew Napierała                                      |
| 1988                                                                    | 14 stycznia 1991                                        | Józef Węgrzyn                                           |
| 14 stycznia 1991                                                        | 10 kwietnia 1991                                        | Barbara Trzeciak-Pietkiewicz                            |
| 10 kwietnia 1991                                                        | 13 czerwca 1991                                         | Krystyna Mokrosińska (p.o.)                             |
| 13 czerwca 1991                                                         | 1 lipca 1991                                            | Janusz Daszczyński (p.o.)                               |
| 1 lipca 1991                                                            | 1998                                                    | Maciej Domański                                         |
| 1998                                                                    | 30 września 2006                                        | Nina Terentiew                                          |
| 1 października 2006                                                     | 8 lipca 2009                                            | Wojciech Pawlak                                         |
| 8 lipca 2009                                                            | 15 lipca 2009                                           | Ewa Latkowska (p.o.)                                    |
| 15 lipca 2009                                                           | 7 października 2009                                     | Krzysztof Nowak                                         |
| 7 października 2009                                                     | 30 czerwca 2011                                         | Rafał Rastawicki                                        |
| 30 czerwca 2011                                                         | 31 grudnia 2015                                         | Jerzy Kapuściński                                       |
| 8 stycznia 2016                                                         | 10 lipca 2016                                           | Maciej Chmiel                                           |
| 11 lipca 2016                                                           | 1 marca 2018                                            | Marcin Wolski                                           |
| Dyrektorzy zarządzający TVP2 w ramach Biura Programowego (od 2018 roku) |                                                         |                                                         |
| kwiecień 2018                                                           | 1 września 2021                                         | Agnieszka Dejneka                                       |
| 1 września 2021                                                         | 18 listopada 2022                                       | Krystian Kuczkowski                                     |
| 18 listopada 2022                                                       | 22 grudnia 2023                                         | Aneta Woźniak                                           |
| 22 grudnia 2023                                                         |                                                         | Sławomir Zieliński                                      |

## TVP2 HD
31 maja 2012 roku rozpoczęto cyfrową, naziemną emisję kanału TVP2 standardzie HD pod nazwą TVP2 HD, przy czym oficjalna data startu to 1 czerwca 2012, kiedy rozpoczęto także regularną emisję satelitarną oraz przekaz w sieciach telewizji kablowych. Ramówki TVP2 i TVP2 HD są identyczne.

### Logo TVP2 HD
| Lata                   | Opis logo | Ilustracja |
| ---------------------- | --- | ---------- |
| od 1 czerwca 2012 roku | Pomarańczowe prostokątne pole zostało wydłużone w poziomie, w prawą stronę. Po prawej stronie cyfry „2” w pomarańczowym, gradientowym polu, pojawiły się dwa białe prostokąty z pomarańczowymi literami „HD” w indeksie górnym. |            |

## Lektorzy

### Obecnie
- Marcin Sanakiewicz
- Przemysław Nikiel

### Dawniej
- Daniel Kondraciuk
- Jacek Brzostyński
- Piotr Makowski
- Piotr Olędzki
- Tomasz Białoszewski
- Zbigniew Moskal